# Vernou-en-Sologne
Vernou-en-Sologne is een gemeente in het Franse departement Loir-et-Cher (regio Centre-Val de Loire) en telt 524 inwoners (1999). De plaats maakt deel uit van het arrondissement Romorantin-Lanthenay.

## Geografie
De oppervlakte van Vernou-en-Sologne bedraagt 49,4 km², de bevolkingsdichtheid is 10,6 inwoners per km².
De onderstaande kaart toont de ligging van Vernou-en-Sologne met de belangrijkste infrastructuur en aangrenzende gemeenten.

## Demografie
Onderstaande figuur toont het verloop van het inwonertal (bron: INSEE-tellingen).